# Panaxia nigricans
Panaxia nigricans là một loài bướm đêm thuộc phân họ Arctiinae, họ Erebidae.